# Bon-Secours (Belgique)
Pour les articles homonymes, voir Bon-Secours.
Bon-Secours est un village situé à cheval entre la France et la Belgique, à la frontière française, dans la province de Hainaut et dans le département du Nord et la région Haut de France. Du côté belge, ce fut une commune à part entière de 1907 jusqu'à la fusion des communes de 1977. C'est aujourd'hui une section au sud de la ville de Péruwelz et un quartier de Condé-sur-l'Escaut du côté français.

## Évolution démographique
- Sources : INS, Rem. : 1910 jusqu'en 1970 = recensements, 1976 = nombre d'habitants au 31 décembre.

## Histoire
Le chevet rectiligne de la basilique s’élève à l’emplacement d’un chêne qui, durant le Moyen Age, servait de borne entre les territoires de Péruwelz (B), Condé-sur-l'Escaut (F) et Blaton( B). Une statue y était accrochée, vénérée sous le nom de Notre-Dame du chêne entre - deux - bois, surtout par les gens de Péruwelz pour qui ce bois, lande ou bruyère, était terrain commun, laissé à l’usage de tous pour le pâturage et les menues récoltes.
Au début du XVIIe siècle, comme le chêne était presque mort et l'image disparue, le curé de Péruwelz fit tailler dans le bois de l’arbre une nouvelle statue de la sainte Vierge portant l'enfant, et la plaça dans un petit abri de cailloux, à l’endroit même du chêne.
Les gens vinrent alors prier en invoquant Notre-Dame de Bon-Secours. Car la peste, à cette époque, ravageait la contrée, mais elle épargna Péruwelz.
En 1637, les habitants de Péruwelz, heureux de la protection dont ils jouissaient, élevèrent une chapelle pour abriter la statue de Notre-Dame de Bon-Secours ; un prêtre de Péruwelz y célébra chaque jour la messe. Les pèlerins affluèrent même de loin.
La chapelle semblait trop petite ; entre 1643 et 1645, on en construisit une plus grande, en gardant la première comme chœur.
La pratique du pèlerinage subsista, même pendant les guerres de Louis XIV et pendant la Révolution de 1789, malgré les dangers et les difficultés. Ceux qui s’estimaient soulagés des maux dont ils avaient souffert, exprimaient leur reconnaissance par l’offrande d’ex-voto d’argent symbolisant la guérison du membre malade.
Au XVIIIe siècle, l'économie du bourg se diversifie (exploitation du bois et extraction du grès). Un siècle plus tard, s'y développent des établissements pour cure de repos. Mais, Bon-Secours est toujours un hameau de la Ville de Péruwelz et les tensions entre les deux communautés ne cessent de croître. Cette opposition se solde le 26 août 1907 par l'Arrêté Royal qui officialise leur scission. En plus du lieu-dit de Bon-Secours, la commune reçoit quelques territoires détachés du village de Blaton.
Mais dans les années 1970, le programme gouvernemental de fusion des communes ramenait Bonsecours à Péruwelz.
La basilique de Bon-Secours fut le terminus d’une ligne de tramway de Valenciennes, via Vieux-Condé de 1892 à 1966. 

## Patrimoine et culture

### Patrimoine architectural
- La Basilique Notre-Dame de Bon-Secours, un centre de pèlerinage marial, se trouve au centre du village.
- La Forêt domaniale de Bonsecours est franco-belge.

## Économie
La Brasserie Caulier produit plusieurs bières, dont la gamme des bières Bon Secours (blonde, ambrée, brune, myrtille, framboise et bière de noël), ainsi qu'une bière d'abbaye (La Paix Dieu). Toutes les bières de la brasserie sont des bières artisanales de fermentation haute embouteillées dans des bouteilles à bouchon mécanique très caractéristiques. Toutefois, cette brasserie est implantée sur le territoire de la section voisine de Péruwelz.

## Galerie

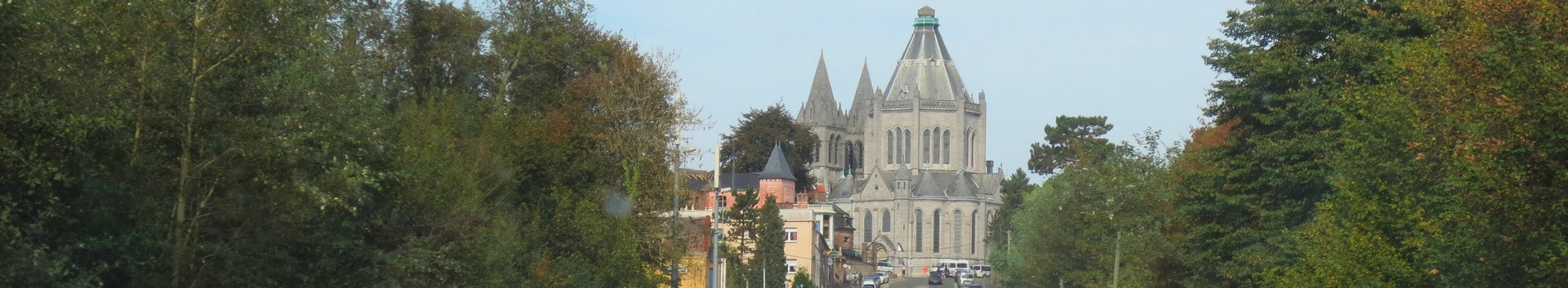
Vue panoramique de Bon-Secours.

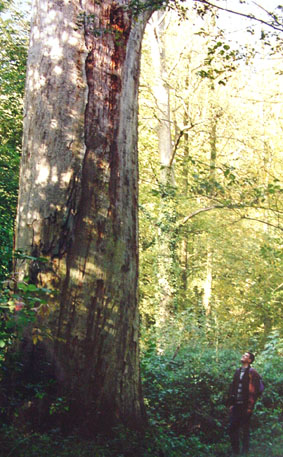
Le gros « Chêne de Bonsecours », récemment[Quand ?] mort, remarquable tant par son âge (700 ou 800 ans, voire plus) que par sa rectitude.
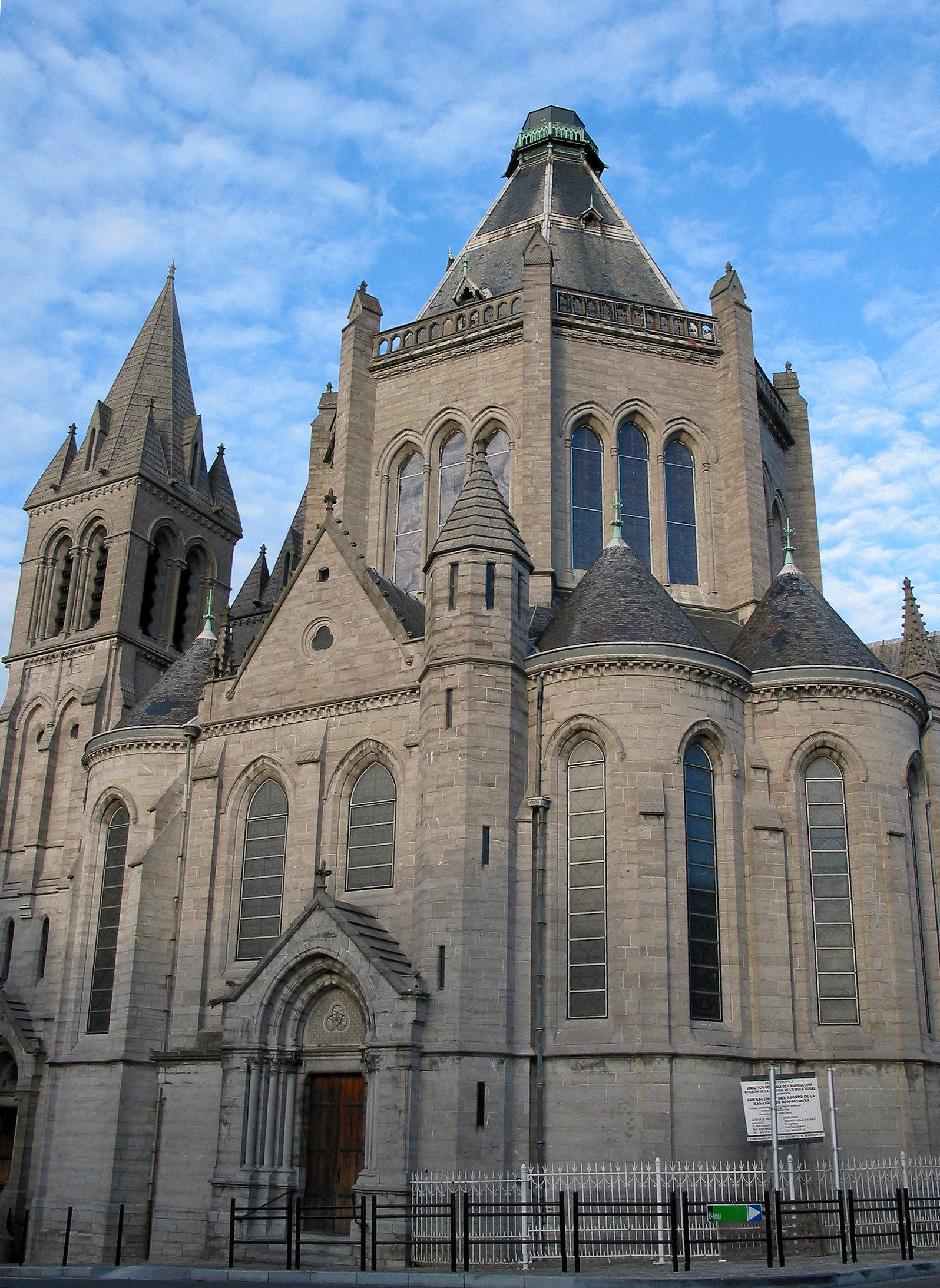
La Basilique Notre-Dame de Bon-Secours.
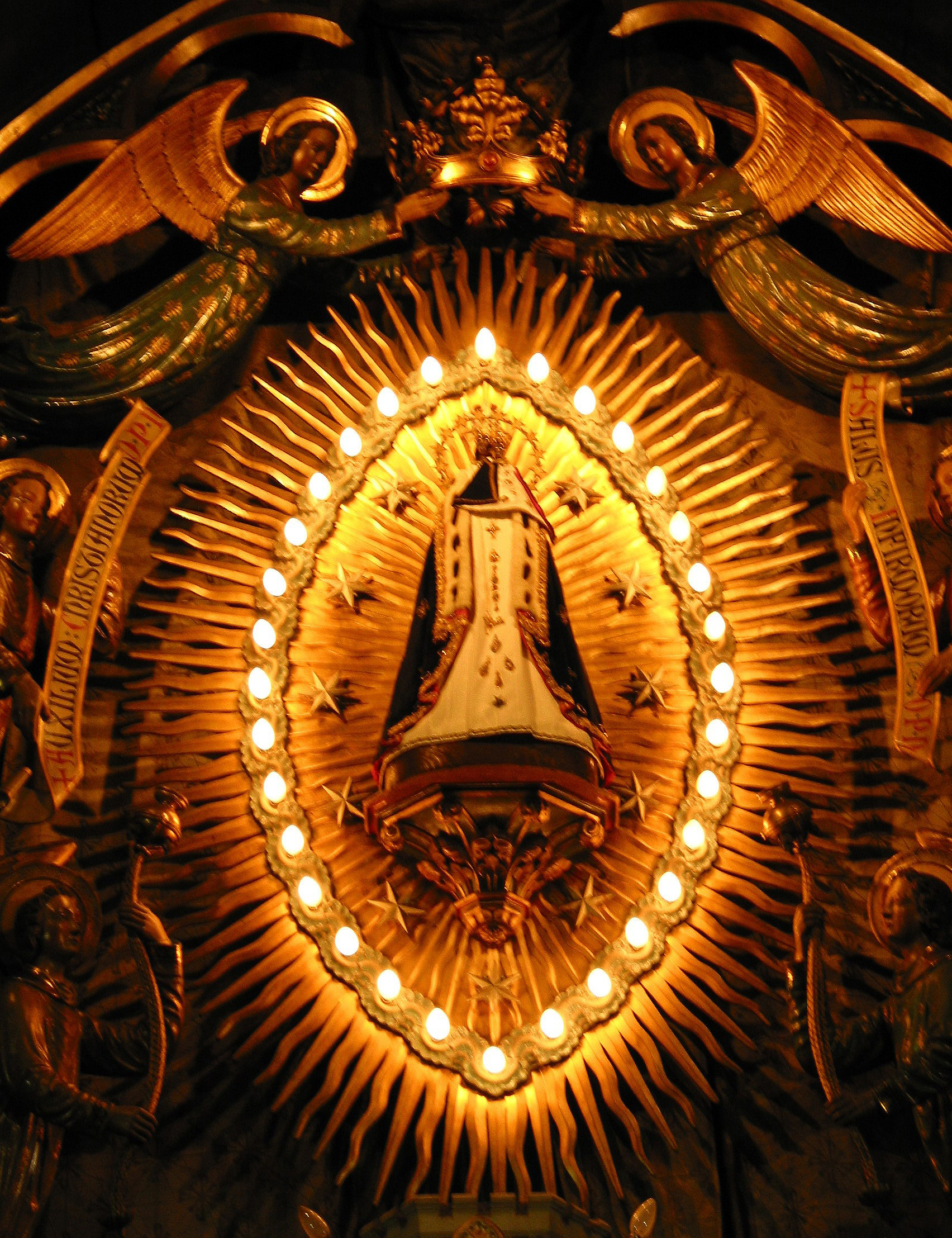
Statue de Notre-Dame de Bon-Secours.
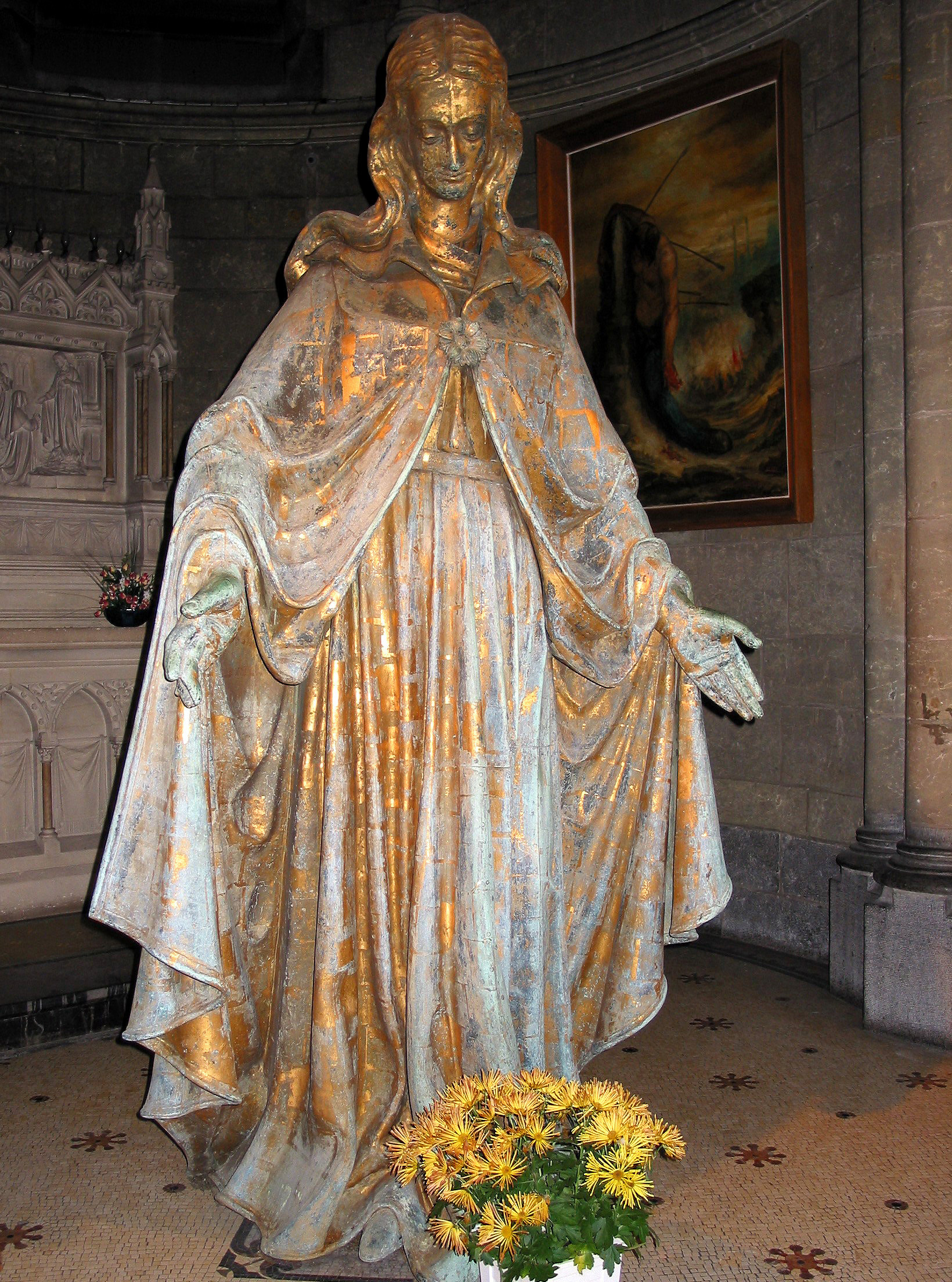
Statue en bronze de la tour lanterne de Notre-Dame de Bon-Secours.
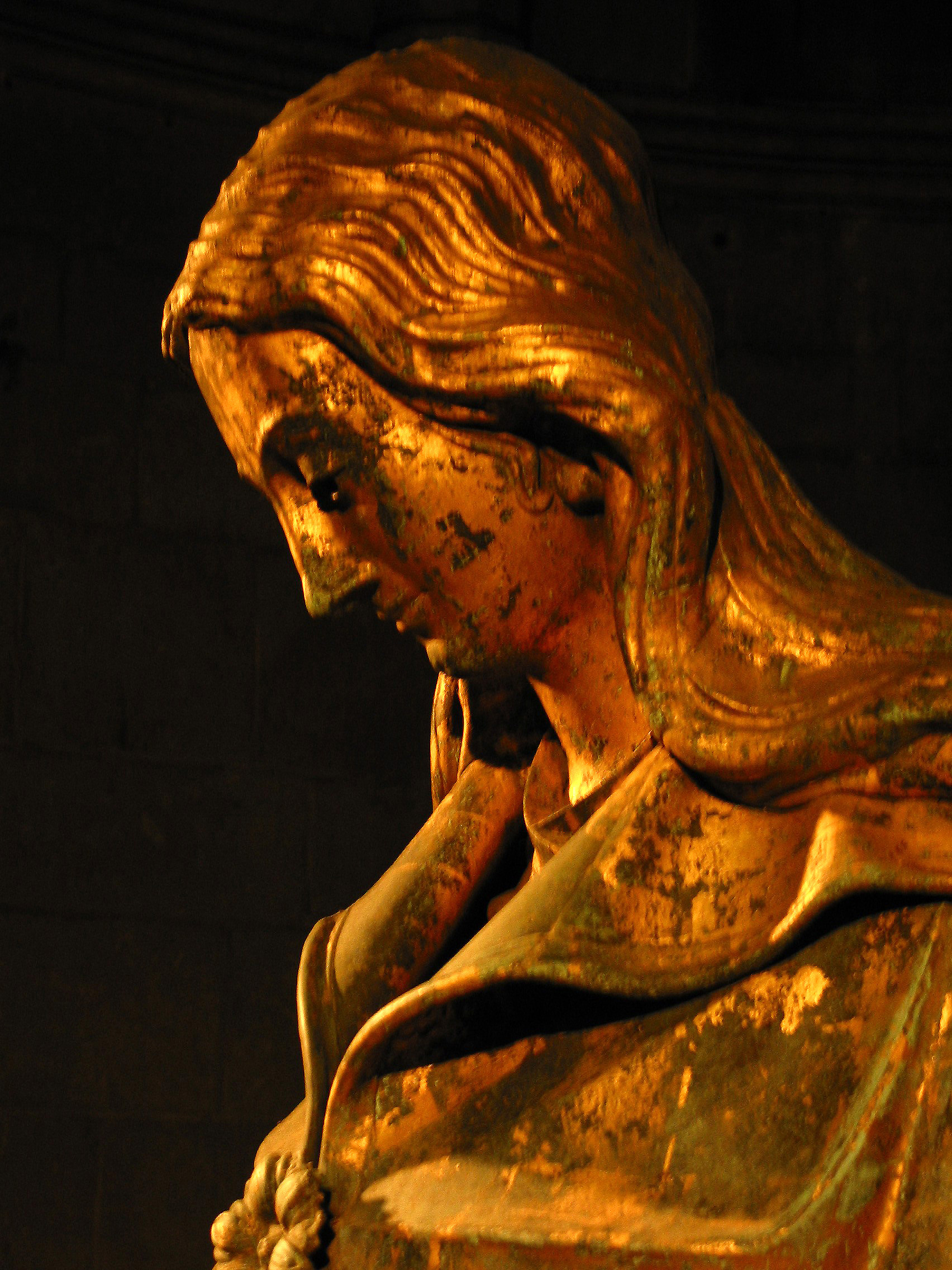
Id.

## Personnalités
- Jean Absil (1893-1974), musicien et compositeur musical, né à Bon-Secours.
- Fernand Bachelard (1922-1976), homme de grande taille (2,35 m), mieux connu sous le nom de « géant de Bon-Secours » ou « géant Atlas[4] ».